# Aristeus antillensis
Aristeus antillensis är en kräftdjursart som beskrevs av Alphonse Milne-Edwards och Eugène Louis Bouvier 1909. Aristeus antillensis ingår i släktet Aristeus och familjen Aristeidae. Inga underarter finns listade i Catalogue of Life.